# Liste in Georgien vorhandener Dampflokomotiven
Dies ist eine Liste erhaltener Dampflokomotiven auf dem Gebiet von Georgien.

## Breitspurlomotiven 1524 mm
| Foto | Nummer oder Name | Bauart / Achsfolge | Hersteller                | Fabrik- nr. | Baujahr | Historie | Eigentümer / Betreiber / Strecke | Standort  | Bemerkungen |
| ---- | ---------------- | ------------------ | ------------------------- | ----------- | ------- | -------- | -------------------------------- | --------- | ----------- |
|      | bvn-9775         | C t                | Newski / Sankt Petersburg |             |         |          |                                  | Samtredia | [ 1 ]       |
|      | Eu713-69         | E                  |                           |             |         |          |                                  | Samtredia | [ 2 ]       |
|      | Eu680-24         | E                  |                           |             |         |          |                                  | Sochumi   | [ 3 ]       |

## Schmalspurlokomotiven 890 mm
| Foto | Nummer oder Name | Bauart / Achsfolge | Hersteller  | Fabrik- nr. | Baujahr | Historie | Eigentümer / Betreiber / Strecke | Standort | Bemerkungen |
| ---- | ---------------- | ------------------ | ----------- | ----------- | ------- | --- | -------------------------------- | -------- | ----------- |
|      | -                | C n2t              | Arnold Jung | 597         | 1902    | lt. Merte: Arthur Koppel, Berlin, für Rußland, an Klosterkleinbahn Neu Afon, Abchasien (195x a) -> /19xx Denkmal, Novi Alfon, Georgien (1980, 05.2006 vh) | Novi Alfon                       |          | [ 4 ]       |

## Schmalspurlokomotiven 900 mm
| Foto | Nummer oder Name | Bauart / Achsfolge | Hersteller | Fabrik- nr. | Baujahr | Historie                            | Eigentümer / Betreiber / Strecke | Standort                | Bemerkungen |
| ---- | ---------------- | ------------------ | ---------- | ----------- | ------- | ----------------------------------- | -------------------------------- | ----------------------- | ----------- |
|      | Bp-48            | C 1 t              | Kolomna    | 4487        | 1917    | ex Bahnstrecke Bordschomi–Bakuriani |                                  | Bordschomi              | [ 5 ]       |
|      | Bp-5             | C 1 t              | Kolomna    |             | 1914    | ex Bahnstrecke Bordschomi–Bakuriani |                                  | Tiflis Waggonwerkstätte | [ 6 ]       |

## Schmalspurlokomotiven 750 mm
| Foto | Nummer oder Name | Bauart / Achsfolge | Hersteller     | Fabrik- nr. | Baujahr | Historie | Eigentümer / Betreiber / Strecke | Standort               | Bemerkungen   |
| ---- | ---------------- | ------------------ | -------------- | ----------- | ------- | --- | -------------------------------- | ---------------------- | ------------- |
|      | Ak-1721          | B n2t              | Arnold Jung    | 1721        | 1911    | Merte: Gebr. Steppuhn, Baku [Aserbeidschan] / 1935 Kindereisenbahn Tbilisi [Georgier] „AK-1721“ (06.1947 iE) / 19xx Denkmal, Kindereisenbahn Tbilisi [Georgien] „Ak-1721“ (01.1982, 1999 vh) | Kindereisenbahn Tiflis           | Kindereisenbahn Tiflis | [ 7 ]         |
|      | Gr-045 (???)     | D                  | LKM Babelsberg | 14545       | 1947    | |                                  | Shorapani              | [ 8 ]         |
|      | Gr-210           | D                  | LKM Babelsberg | 15365       | 1950    | |                                  | Shorapani              | [ 9 ]         |
|      | Gr-258           | D                  | LKM Babelsberg | 15355       | 1955    | |                                  | Batumi                 | [ 10 ] [ 11 ] |
|      | Gr-282           | D                  | LKM Babelsberg | 15379       | 1950    | |                                  | Chashuri               | [ 12 ]        |
|      | Gr-307           | D                  | LKM Babelsberg | 15404       | 1950    | |                                  | Chashuri               | [ 13 ]        |
|      | Gr               | D                  | LKM Babelsberg |             |         | |                                  | Zestafoni              | [ 14 ]        |